# Expressão facial
A expressão facial é um ou mais movimentos e expressões dos músculos da face e é sinal de emocionalidade. Estes movimentos geralmente significam a transmissão de algum estado emocional do indivíduo aos seus observadores. As expressões faciais são uma forma de comunicação não-verbal. Eles são o principal meio de transmissão de informações sociais entre os seres humanos, mas eles também ocorrem na maioria dos outros mamíferos e outras espécies animais..
O pioneiro instrumento para classificar cientificamente a face humana o F-M Facial Action Coding System 2. 0 (F-M FACS 2.0) foi criado em 2017 pelo Dr. Freitas-Magalhães, e apresenta 2 mil segmentos em 4K, com recurso a tecnologia 3D e de reconhecimento automático e em tempo real.
Entretanto, o pioneiro F-M Facial Action Coding System 3. 0 (F-M FACS 3.0®) foi criado em 2018 pelo Dr. Freitas-Magalhães, e apresenta 4 mil segmentos em 4K, recorrendo a tecnologia 3D, 360 3D, e de reconhecimento automático e em tempo real (FaceReader 7.1). 
O F-M FACS 3.0 apresenta 8 pioneiras Action Units (AUs) e 22 pioneiros Tongue Movements (TMs), para além da inovadora nomenclatura funcional e estrutural. 
Os seres humanos podem adotar uma expressão facial, voluntária ou involuntariamente, e os mecanismos neurais responsáveis pelo controle da expressão diferem em cada caso. Expressões faciais voluntárias são muitas vezes socialmente condicionado e são conduzidos por comando enviados ao cérebro. Por outro lado, as expressões faciais involuntárias são consideradas inatas e seguem um percurso subcorticais no cérebro, exemplo, uma expressão de dor, ou o próprio choro.
O reconhecimento facial é muitas vezes uma experiência emocional para o cérebro, e na amígdala, está muito envolvida no processo de reconhecimento.
Os olhos são muitas vezes vistos como características importantes de expressões faciais. Aspectos como a taxa de piscar pode ser usado para indicar se uma pessoa está nervosa ou se ou não ele ou ela está mentindo/brincando, no caso da piscadela. Além disso, o contato visual é considerado um aspecto importante da comunicação interpessoal. No entanto, existem diferenças culturas em relação à propriedade social de manter contato com os olhos ou não.
Para além do carácter, este torna-se acessório das expressões faciais na comunicação falada entre pessoas e desempenham um papel importante na comunicação com a língua de sinais. Muitas frases em língua de sinais incluem expressões faciais.
Há controvérsia em torno da questão da existência ou não as expressões faciais são universais em todo o mundo e apresenta entre os seres humanos. Os defensores da hipótese de alegação de universalidade, apontam que muitas expressões faciais são inatas e têm raízes na ancestrais evolutivos. Os oponentes dessa visão causa a exactidão dos estudos utilizados para testar essa afirmação, e em vez acreditar que as expressões faciais são condicionadas e que as pessoas ver e compreender expressões faciais, em grande parte das situações sociais em torno delas.